# Антоний (Пантелич)
Епи́скоп Анто́ний (серб. Епископ Антоније, в миру Дра́ган Па́нтелич, серб. Драган Пантелић; 23 июля 1970, Валево — 11 марта 2024, Москва) — архиерей Сербской православной церкви, титулярный епископ Моравичский (2006—2024), викарий патриарха Сербского, глава Сербского патриаршего подворья в Москве (2001—2024).

## Биография
Окончил среднюю школу в Причевиче под Валевом. В 1986 году поступил в Духовную семинарию трёх святителей при монастыре Крка.
23 сентября 1988 года в монастыре Крка епископом Жичским Стефаном (Боцей) пострижен в монашество с именем Антоний.
10 октября 1989 года в Вознесенском храме монастыря Жича тем же епископом хиротонисан во иеродиакона.
5 января 1991 года в храме святого Саввы монастыря Жича тем же епископом хиротонисан во иеромонаха.
В 1991 году окончил с отличием духовную семинарию Трёх Святителей при монастыре Крка.
В 1995 году окончил с отличием Московскую духовную академию. В 1996 году по решению преподавательского совета Московской духовной академии получил звание кандидата богословских наук за диссертацию на тему «Современное положение Сербской Церкви — история Сербской Церкви с 1945 по 1995 гг.».
В 1996 году в Сербии удостоен сана сингела. Решением Священного Архиерейского Синода Сербской Православной Церкви был назначен преподавателем Духовной семинарии святого Петра Дабробосанского в городе Сербинье и стал доцентом Музыкальной академии Сараевского университета, преподавателем и заведующим кафедрами литургики и церковно-национальной истории. Читал лекции в Духовной академии святого Василия Острожского в Сербиньe,.
С 1996 по 2000 год пребывал в должности наместника и эконома монастыря Студеница.
С 2000 по 2002 год преподавал в Духовной семинарии светого Петра Дабробосанского в Сербиньe, а также в Университете в Восточном Сараеве.
В 2001 году возведён в сан протосингела и по решению Священного Архиерейского Собора и Синода Сербской Православной Церкви избран настоятелем подворья Сербской Православной Церкви в Москве.
17 марта 2002 года в Духовной академии светого Василия Острошкого в Сербиньe в Республике Сербской митрополитом Николаем был возведён в сан архимандрита.
В 2002 году архимандрит Антоний назначен представителем Сербской Православной Церкви при Патриархе Московском и всея Руси и настоятелем Патриаршего подворья храма святых апостолов Петра и Павла у Яузских ворот. При помощи сербов, живших в России, осуществил капитальный ремонт данного храма, а также благоустройство прихрамовой территории.
С 2003 года преподаватель и заведующий кафедрой литургики в Православном университете святого Иоанна Богослова и преподаватель литургики в Московском богословско-философском институте.
Автор многочисленных статей богословского содержания в различных журналах и газетах в Сербии и за рубежом, корреспондент журналов Сербской Патриархии «Гласник» и «Православие». Автор и постоянный редактор ряда статей «Православной энциклопедии».
Участник многих международных научных конференций в Сербии и за её пределами.
На проходившем в Белграде с 15 по 27 мая 2006 года рабочем заседании Священного Архиерейского Собора избран викарием Патриарха Сербского с титулом епископа Моравичского.
23 июля 2006 года в соборном храме святого Архангела Михаила в Белграде состоялась его архиерейская хиротония, которую совершили: Патриарх Сербский Павел, митрополита Черногорско-Приморский Амфилохий (Радович), митрополита Дабро-босанский Николай (Мрджя), архиепископ Верейский Евгений (Решетников), епископ Шабацкий Лаврентий (Трифунович), епископ Зворницко-Тузланский Василий (Качавенда), епископ Банатский Никанор (Богунович), епископ Бачский Ириней (Булович), епископ Осечко-Польский и Бараньский Лукиан (Владулов), епископ Враньский Пахомий (Гачич), епископ Шумадийский Иоанн (Младенович), епископ Милешевский Филарет (Мичевич), епископ Далматиский Фотий (Сладоевич), епископ Полошско-Повардарский Иоаким (Йовческий), епископ Будимлянско-Никшичский Иоанникий (Мичович), епископ Горнокарловацкий Герасим (Попович), епископ Австралийско-Новозеландский Ириней, епископ Хвостанский Афанасий (Ракита) и епископ Егарский Порфирий (Перич).
16 июля 2018 года решением Научного совета Московского православного института святого Иоанна Богослова был избран деканом Факультета религиозного образования.
7 июня 2019 года на Православном богословском факультете Прешовского университета (Словакия) защитил диссертацию «Отношения Сербской и Русской Православных Церквей в 1944—1950 гг. в материалах архивов России и Русской Православной Церкви».
11 марта 2024 года скончался в Москве в возрасте 53 лет после тяжёлой продолжительной болезни. 16 марта в храме Христа Спасителя отпевание совершил патриарх Московский Кирилл и патриарх Сербский Порфирий, после чего тело почившего было погребено на сербском подворье, у храма святых апостолов Петра и Павла у Яузских ворот.

## Награды
- Орден Дружбы (20 июля 2020, Россия) — за большой вклад в развитие духовных и культурных связей, активную просветительскую деятельность[9]
- Орден преподобного Сергия Радонежского 3-й степени (от Патриарха Московского и Всея Руси Алексия II)
- Орден Благоверного князя Моравского Ростислава (от блаженнейшего митрополита Чешких земель и Словакии Николая, 22 мая 2004)
- Орден Святого Александра Невского (22 января 2006)
- Орден «За службу Отечеству и православию» 3-й степени (от Совета по дружественным? наградам Российской Федерации, 14 января 2007)
- Орден «За веру и верность» 1-й степени (от Комитета по наградам Российской Федерации, 6 мая 2007)
- Почётный знак «Защитника Отечества» 1-й степени (от Совета ветеранов войны России и Белоруссии 14 июля 2007)

## Публикации
книги
- Святые земли Сербской. Проповеди. — Белград: Патриарший административный комитет управления Сербской Православной Церкви, 2017. — 266 с. — 1,000 экз. — ISBN 978-86-89479-08-9.
- У загрљају Богородичиног града. Беседе. — Шабац: Православац, 2018. — 202 с.
- Храм святых апостолов Петра и Павла у Яузских ворот : свидетель истории и живой голос традиции : подворье Сербской Православной Церкви в Москве. — Белград: Патриарший административный комитет управления Сербской Православной Церкви. — 159 с. — 1,000 экз. — ISBN 978-86-89479-09-6.
- Отношения Сербской и Русской Православных Церквей на основании документов российских архивов. Издательский дом «Познание», 2022
- Акафист святой королеве Елене Анжуйской (Сербской). Издательство Подворья Сербской Православной Церкви в Москве, 2024.

статьи
- В Москве открылось Сербское Подворье // Церковный вестник, 10 ноября 2002
- Герман // Православная энциклопедия. — М., 2006. — Т. XI : Георгий — Гомар. — С. 234-235. — 39 000 экз. — ISBN 5-89572-017-X.
- Димитрий // Православная энциклопедия. — М., 2007. — Т. XV : Димитрий — Дополнения к „Актам Историческим“. — С. 65. — 39 000 экз. — ISBN 978-5-89572-026-4.

интервью
- Интервью настоятеля подворья Сербской Православной Церкви в Москве архимандрита Антония // ruskline.ru, 15 ноября 2004
- Епископ Антоний (Пантелич): «Патриарх Павел был очень скромным человеком» // taday.ru, 17 ноября 2009
- Епископ Антоний (Пантелич): «Спасти себя и помочь спастись другим» // taday.ru, 12 июля 2010
- Preti nam veliki raskol, Carigrad je pod pritiskom SAD i grčkog lobija: Vladika Antonije Pantelić o stanju u pravoslavnoj crkvi // novosti.rs, 1 декабря 2019
- «Патриарха Порфирия любят все архиереи Сербской Церкви» // patriarchia.ru, 5 марта 2021